# 马西伊-奥尼
马西伊-奥尼（法語：Marcilly-Ogny，法語發音：[maʁsiji ɔɲi]）是法国科多尔省的一个市镇，属于博讷区。该市镇于1849年由原市镇马西伊莱蒙瑟兰（Marcilly-lès-Mont-Serein）和奥尼（Ogny）合并而成。

## 地理
马西伊-奥尼（47°15'9"N, 4°24'21"E）面积17.87 平方千米，位于法国勃艮第-弗朗什-孔泰大區科多尔省，该省份为法国中东部省份，北起奥布省，西接涅夫勒省和约讷省，南至索恩-卢瓦尔省，东南接汝拉省，东临上索恩省，东北部与上马恩省接壤。
与马西伊-奥尼接壤的市镇（或旧市镇、城区）包括：蒙圣让、叙塞、图瓦西拉贝谢尔、伯雷博盖、阿尔芒松河畔沙伊。
马西伊-奥尼的时区为UTC+01:00、UTC+02:00（夏令时）。

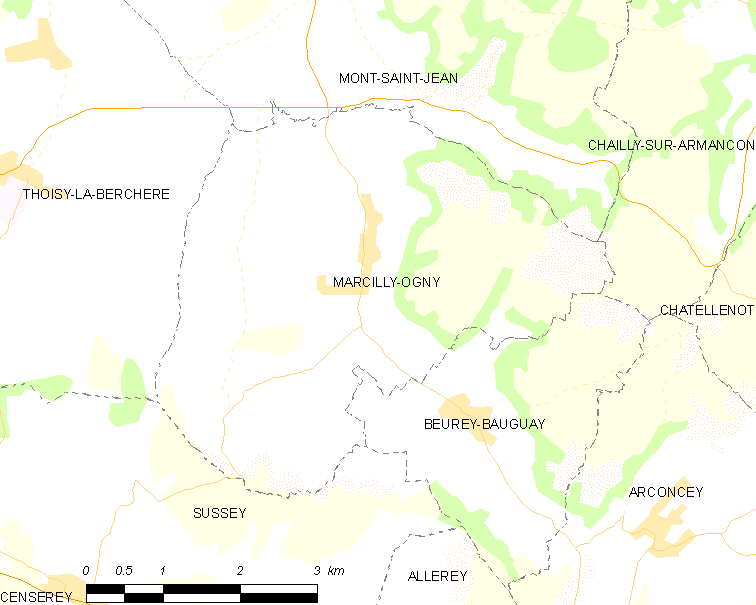
马西伊-奥尼的OSM定位图

## 行政
马西伊-奥尼的邮政编码为21320，INSEE市镇编码为21382。

## 政治
马西伊-奥尼所属的省级选区为阿尔奈勒迪克县。

## 人口

1962-2008年间马西伊-奥尼人口变化图示

马西伊-奥尼于2022年1月1日时的人口数量为192人。